# 俄羅斯常駐聯合國代表
俄罗斯联邦（原苏维埃社会主义共和国联盟）常驻联合国代表是俄罗斯驻联合国外交使团的团长。
俄羅斯常駐聯合國代表负责代表俄罗斯出席联合国安全理事会和联合国大会的正式会议，不過俄罗斯高级官员（例如俄罗斯总统或外交部长）也有可能親自代表俄羅斯出席。与所有俄罗斯駐外大使一样，俄羅斯常駐聯合國代表必须由总统提名并由联邦委员会确认。
俄罗斯/苏联常驻联合国代表的地位比其他俄羅斯駐外機構的大使地位要高。